# Об'ємноцентрована кубічна ґратка

Об'ємноцентрована кубічна ґратка

Об'ємноцентро́вана кубі́чна ґра́тка — одна із ґраток Браве, кубічної сингонії. Скорочене позначення ОЦК або о.ц.к.
Об'ємноцентрована кубічна ґратка має два атоми в елементарній комірці.

## Приклади
Залізо, вольфрам, молібден, ванадій, натрій.